# Lars-Erik Nielsen

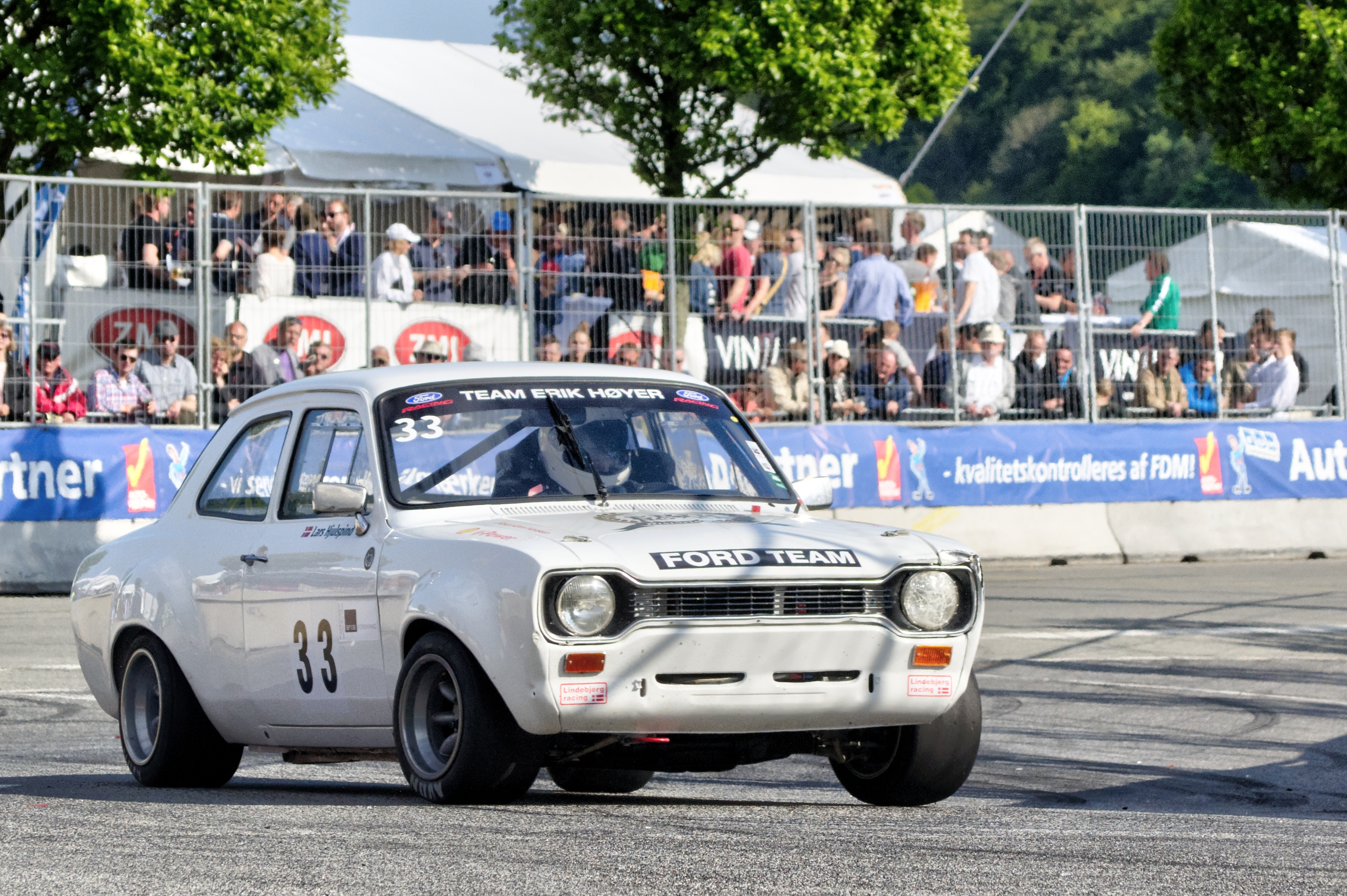
Lars-Erik Nielsen in einem Ford Escort MkI bei einem historischen Tourenwagenrennen 2014

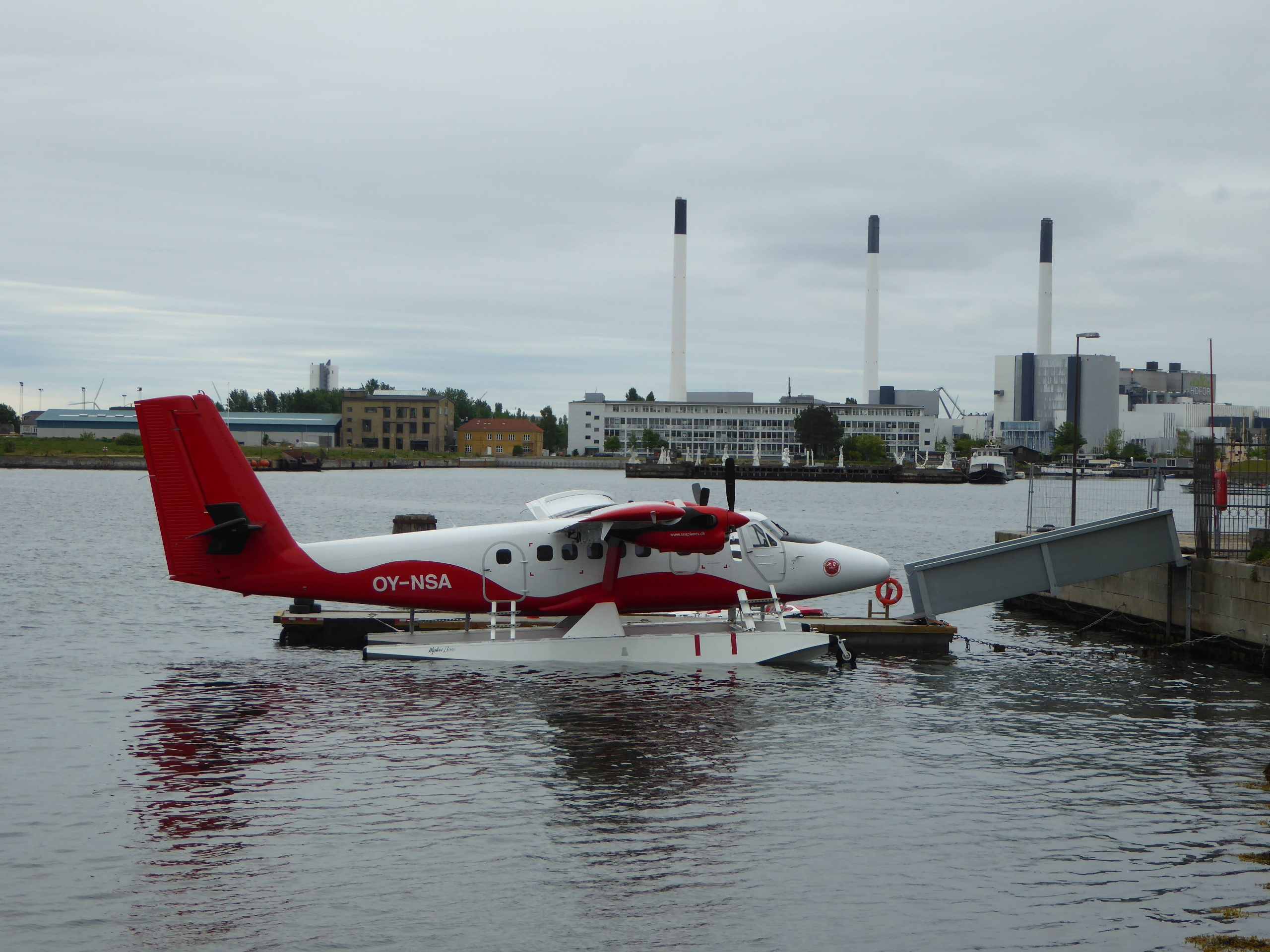
Die de Havilland Canada DHC-6 der Nordic Seaplanes im Hafen von Kopenhagen

Lars-Erik Nielsen (* 1. Januar 1951 in Frederiksberg) ist ein dänischer Unternehmer und ehemaliger Autorennfahrer. Er ist der Vater von Christina Nielsen.

## Unternehmer
Lars-Erik Nielsen gründete 1992 die Fluggesellschaft Maldivian Air Taxi. Die Gesellschaft bediente mit bis zu 40 Wasserflugzeugen vom Typ de Havilland Canada DHC-6 vom Malé International Airport aus die Inseln um die Malediven. 2013 verkaufte er das Unternehmen zum Preis von 1 Milliarde Dänische Kronen an die Trans Maldivian Airways. Seit 2015 ist er Miteigentümer von Nordic Seaplanes, der ersten dänischen Fluggesellschaft, die mit Wasserflugzeugen die Strecke von Aarhus nach Kopenhagen fliegt.
Außerdem ist er Stellvertretender Aufsichtsratsvorsitzender der Semler Group, des großen dänischen Fahrzeughändlers (Marktanteil 2019 19,9 %).

## Karriere als Rennfahrer
Nach ersten unerheblichen Versuchen in den 1980er-Jahren begann Lars-Erik Nielsen Anfang der 2000er-Jahre neben seiner unternehmerischen Tätigkeit eine Fahrerkarriere. Ab 2004 startete er mit GT-Rennwagen von Porsche in der American- und European Le Mans Series, wo ihm drei Klassensiege gelangen.
Er fuhr beim 24-Stunden-Rennen von Daytona, dem 12-Stunden-Rennen von Sebring und fünfmal beim 24-Stunden-Rennen von Le Mans. Sein Debüt gab er 2004 gemeinsam mit Gregor Fisken und  Ian Donaldson im Porsche 911 GT3 RSR und dem 18. Gesamtrang. Seine beste Platzierung in Le Mans erreichte er 2006 mit dem 16. Endrang und dem zweiten Platz in der GT2-Klasse.
In den 2010er-Jahren verlegte er seine Aktivitäten in den historischen Motorsport, wo er unteren anderem mit einem Porsche 962 C in der Group C Racing Classe an den Start ging.

## Statistik

### Le-Mans-Ergebnisse
| Jahr | Team                  | Fahrzeug            | Teamkollege        | Teamkollege   | Platzierung | Ausfallgrund |
| ---- | --------------------- | ------------------- | ------------------ | ------------- | ----------- | ------------ |
| 2004 | The Racer’s Group     | Porsche 911 GT3 RSR | Gregor Fisken      | Ian Donaldson | Rang 18     |              |
| 2005 | Sebah Automotive Ltd. | Porsche 911 GT3 RSR | Thorkild Thyrring  | Pierre Ehret  | Rang 19     |              |
| 2006 | Seikel Motorsport     | Porsche 911 GT3-RS  | Dominik Farnbacher | Pierre Ehret  | Rang 16     |              |
| 2007 | Autorlando Sport      | Porsche 997 GT3-RSR | Allan Simonsen     | Pierre Ehret  | Rang 21     |              |
| 2008 | Farnbacher Racing     | Ferrari F430 GTC    | Pierre Kaffer      | Pierre Ehret  | Rang 23     |              |

### Sebring-Ergebnisse
| Jahr | Team                         | Fahrzeug            | Teamkollege  | Teamkollege        | Platzierung | Ausfallgrund |
| ---- | ---------------------------- | ------------------- | ------------ | ------------------ | ----------- | ------------ |
| 2006 | Farnbacher Loles Racing      | Porsche 996 GT3-RSR | Pierre Ehret | Dominik Farnbacher | Rang 25     |              |
| 2007 | Farnbacher Loles Motorsports | Porsche 997 GT3 RSR | Pierre Ehret | Dirk Werner        | Rang 16     |              |